# 2,5-Dimetoksy-4-metyloamfetamina
2,5-Dimetoksy-4-metyloamfetamina (STP) – organiczny związek chemiczny, psychodeliczna substancja psychoaktywna, pochodna amfetaminy.
DOM po raz pierwszy zostało otrzymane przez Alexandra Shulgina. Zgodnie z PiHKAL dawkowanie tej substancji waha się w przedziale 3–10 mg, a czas działania wynosi 14–20 godzin. W latach 60. DOM był popularną używką wśród hipisów. Aktualnie jest mało popularny, podobnie jak DOB i DOI, z powodu długiego działania.